# Chris Beatrice
Chris Beatrice är en datorspelsdesigner och konstnär, mest känd för sitt arbete med historiska stadsbyggarspel. Han har arbetat med bland annat Caesarserien, Lords of the Realm, Farao och Olympens härskare. Caesar och Lords of the Realm överskred en miljon sålda spel och fick Editor's Choice awards från Computer Gaming World och PC Gamer.
Beatrice har en examen från Massachusetts College of Art and Design, är gift och har en dotter.
Beatrice arbetade på Impressions Games och hade titlarna art and creative director, director of design and development samt general manager.
2001 grundade han Tilted Mill Entertainment och blev företagets VD och director of development.

## Ludografi
- Caesar I, II, III (Impressions Games - 1993, 1995, 1998)
- Lords of the Realm I, II, III (Impressions Games - 1993, 1995, 1998)
- Lords of Magic I, II (Impressions Games - 1997, 1998)
- Pharao (Impressions Games - 1999)
- Zeus (Impressions Games - 2000)
- Children of the Nile (Tilted Mill Entertainment - 2004)
- Caesar IV (Tilted Mill Entertainment - 2006)
- SimCity Societies (Tilted Mill Entertainment - 2007)
- Mosby's Confederacy (Tilted Mill Entertainment - 2008)